# Orthosia (djur)
Orthosia är ett släkte av fjärilar som beskrevs av Ferdinand Ochsenheimer 1816. Orthosia ingår i familjen nattflyn. Som larv lever släktet främst av olika lövträd och som imago flyger de om våren. De är nattaktiva och attraheras av ljus.

## Arter inom släktet
I alfabetisk ordning
- Orthosia alurina
- Orthosia annulimacula
- Orthosia aoyamensis
- Orthosia arthrolita
- Orthosia askoldensis
- Orthosia bastula
- Orthosia behrensiana
- Orthosia benepicta
- Orthosia boursini
- Orthosia carnipennis
- Orthosia cedermarki
- Orthosia cerasi – busksälgfly
- Orthosia columbaris (oplacerad art inom Acronictinae)
- Orthosia coniortota
- Orthosia cruda – mindre sälgfly
- Orthosia dalmatica
- Orthosia dukinfieldi
- Orthosia ella
- Orthosia erythrolita
- Orthosia evanida
- Orthosia fausta
- Orthosia ferrigera
- Orthosia ferrirena
- Orthosia ferrosticta
- Orthosia flaviannula
- Orthosia garmani
- Orthosia gothica – gotiskt sälgfly
- Orthosia gracilis – grått sälgfly
- Orthosia grisescens
- Orthosia hibisci
- Orthosia himalaya
- Orthosia ijimai
- Orthosia imitabilis
- Orthosia incerta – föränderligt sälgfly
- Orthosia incognita
- Orthosia limbata
- Orthosia lizetta
- Orthosia macilenta
- Orthosia mediomacula
- Orthosia miniosa – rödlätt sälgfly
- Orthosia mirabilis
- Orthosia moderata
- Orthosia mulina
- Orthosia x mundincerta (hybrid)
- Orthosia mys
- Orthosia nigralba
- Orthosia nigromaculata
- Orthosia nigrorenalis
- Orthosia nongenerica
- Orthosia odiosa
- Orthosia opima – brunbandat sälgfly
- Orthosia pacifica
- Orthosia paromoea
- Orthosia picata
- Orthosia populeti – aspsälgfly
- Orthosia praeses
- Orthosia pulchella
- Orthosia punctula
- Orthosia revicta
- Orthosia rubescens
- Orthosia satoi
- Orthosia segregata
- Orthosia tenuimacula
- Orthosia terminata
- Orthosia transparens
- Orthosia ussuriana
- Orthosia variabilis

## Bildgalleri

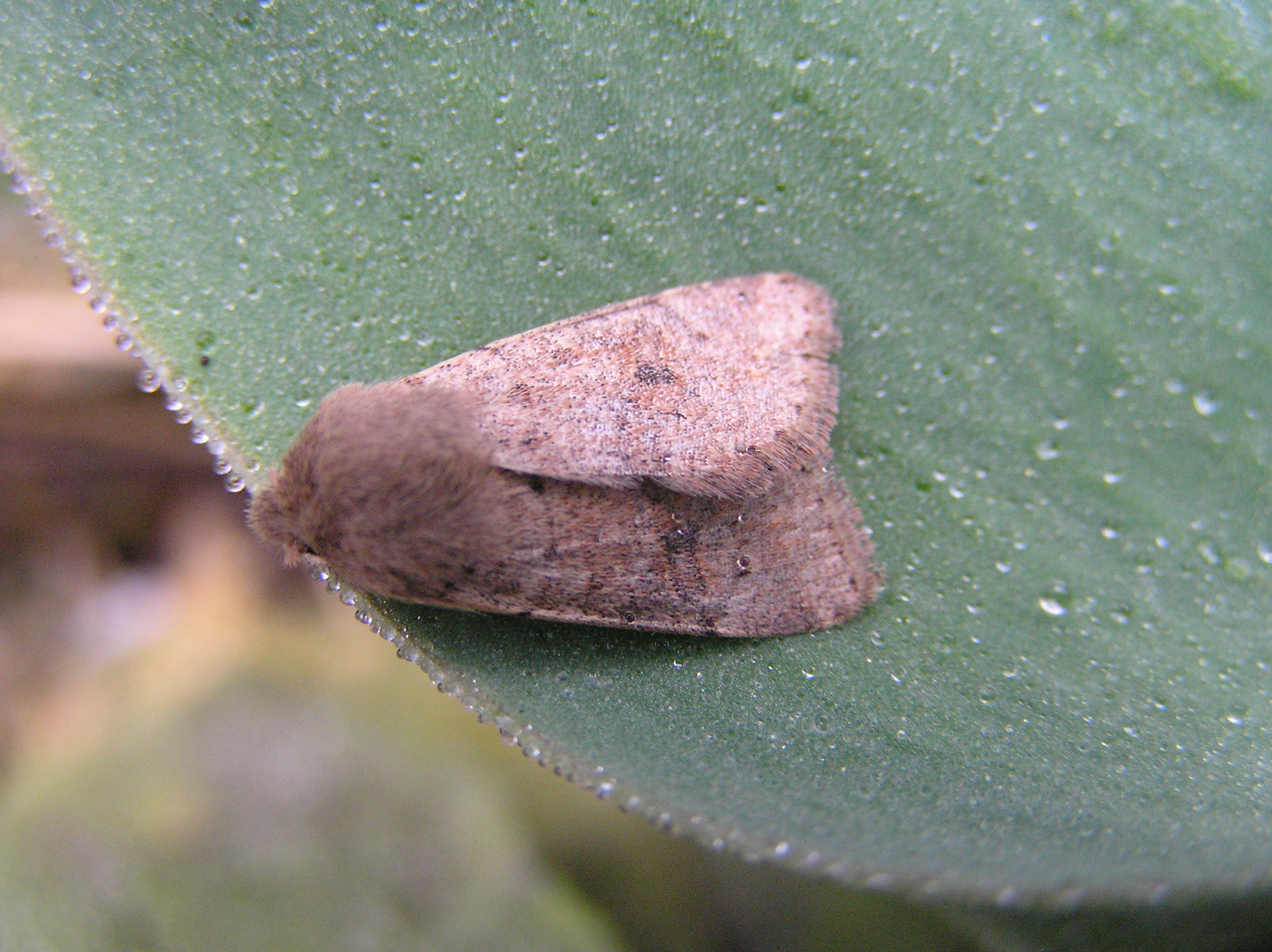
Mindre sälgfly
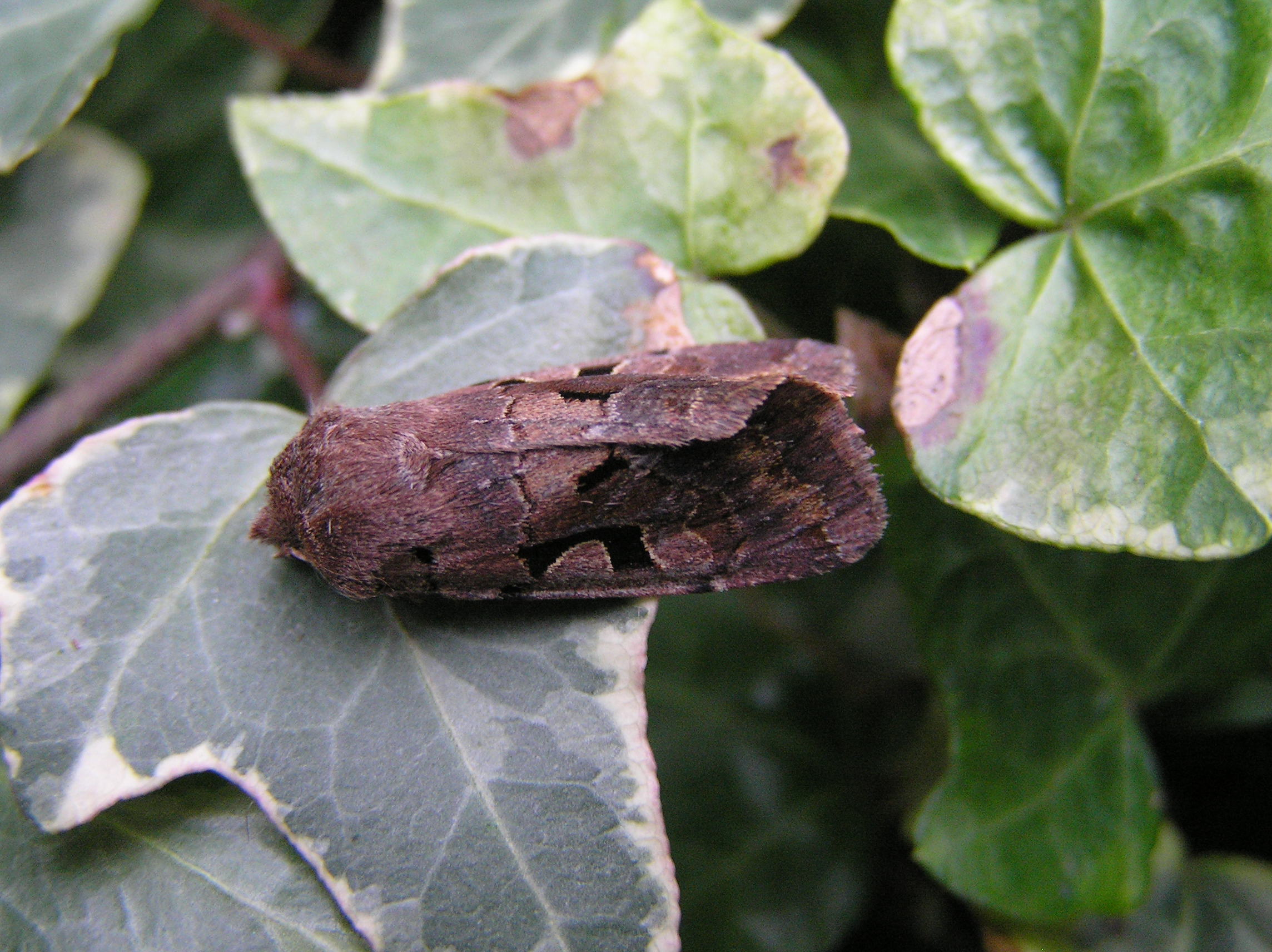
Gotiskt sälgfly
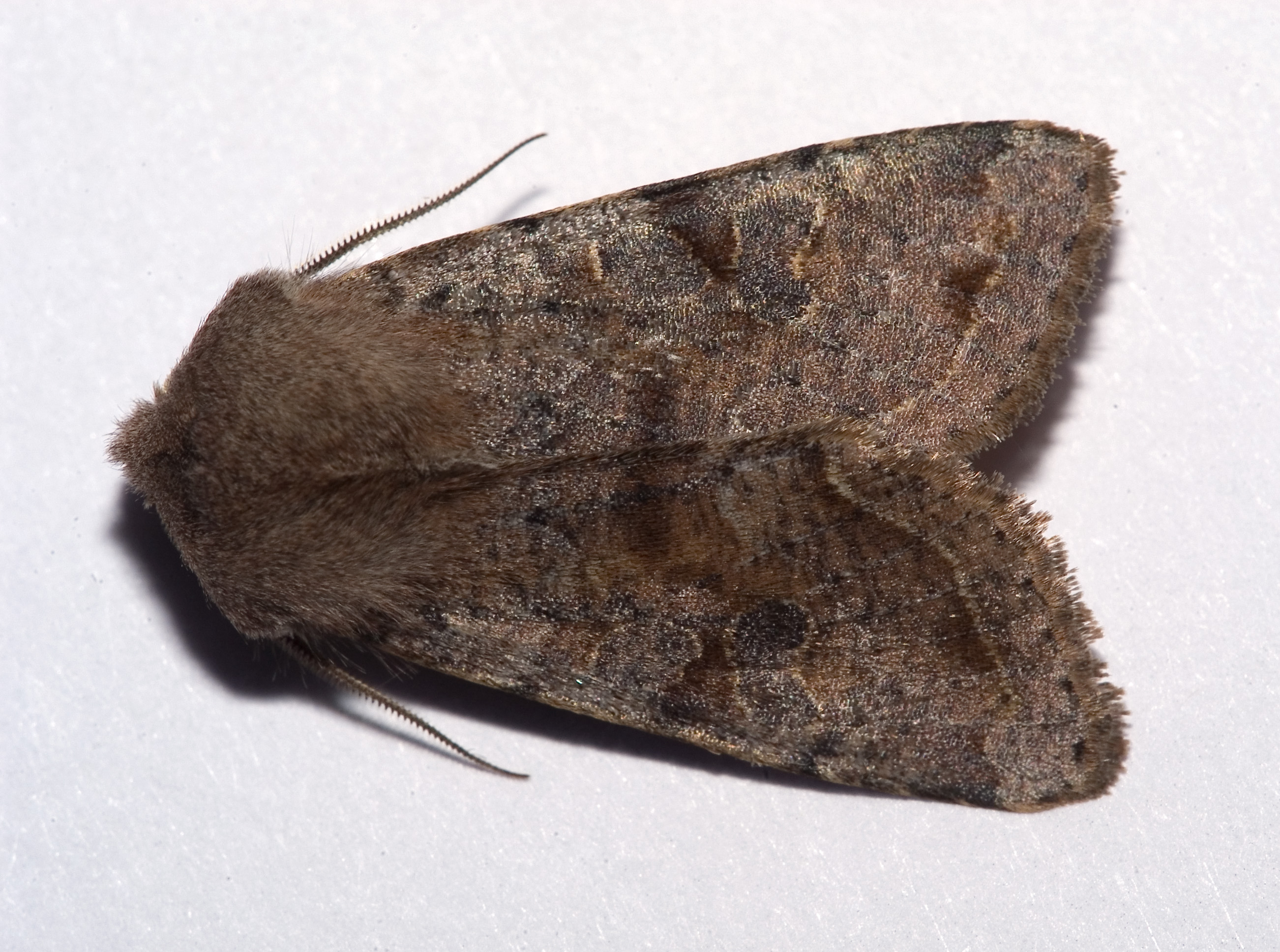
Föränderligt sälgfly
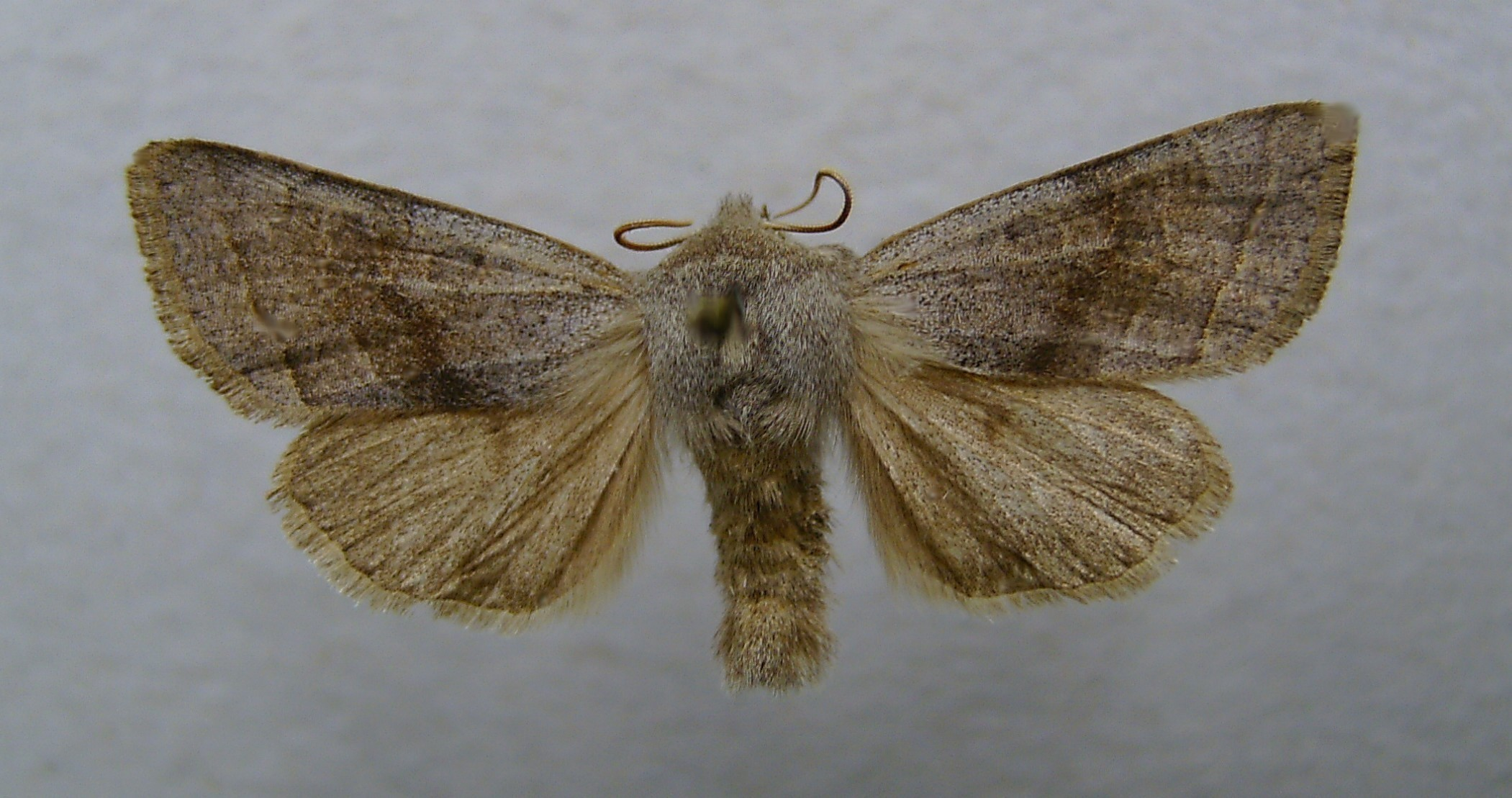
Brunbandat sälgfly
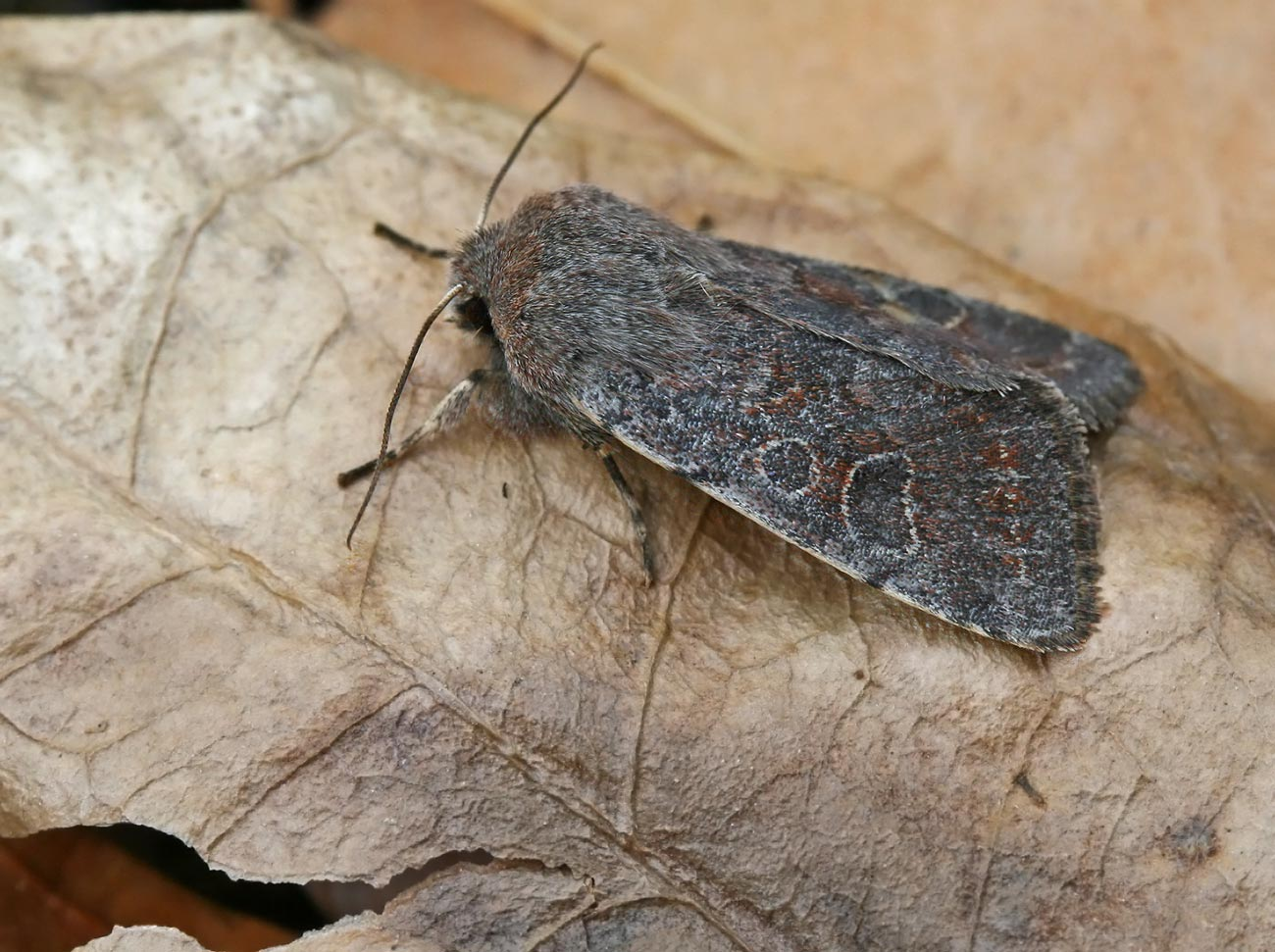
Aspsälgfly